# Ak-Šijrak
Ak-Šijrak (z kyrgyzského Ак-Шыйрак (Ак – bílá, Шыирак – holeň, Ак-Шыирак bělonohá (o ovci), v bílých punčochách (o koni)), rusky Акшийрак) je horský masiv ve východní části Kyrgyzstánu, součást centrálního Ťan-šanu. Na severu a severozápadě je od Těrského Alatau oddělen údolími řek Saryčat a Kumtor, na východě jej údolí řeky Irtaš odděluje od hřbetu Kuylyutau, na jihu jej syrtová plošina s říčkami Aktaš, Baralbas a Karasaj odděluje od hřbetu Kokšaal-Tau, na západě je syrtovou plošinou řeky Kumtor oddělen od hřbetů Sujek a Džetymbel. Pohoří je protaženo od jihozápadu k severovýchodu v délce 60 km, maximální šířka je 28 km. Nejvyšší bod pohoří, vrchol na sovětských topografických mapách bez uvedení názvu, v jiných zdrojích též jako Džaman-suu, dosahuje výšky 5125 metrů, průměrná nadmořská výška celého hřbetu je 4700 metrů.

## Geologie a geomorfologie
Jádro pohoří je tvořeno jednak silně metamorfovanými horninami spodního proterozoika, jako jsou ruly, svory nebo mramory a jednak spodně proterozoickými granitoidy. V okrajových částech pohoří pak vystupují k povrchu i sedimenty paleozoika, a to zejména spodního a středního kambria, středního a svrchního ordoviku a spodního karbonu. 

Masiv se skládá ze tří paralelních hřbetů probíhajících ve směru od jihozápadu k severovýchodu. Tyto hřbety jsou vyzdviženy o 1200 – 1400 metrů nad okolní reliéf. Pohoří se nachází v zóně horského permafrostu, spodní hranice souvislého permafrostu je v nadmořské výšce 3500 – 3600 metrů nad mořem. Hloubka permafrostu dosahuje až 370 metrů.

Celé pohoří je masivně zaledněno, jde o druhý nejvíce zaledněný masiv v celém Ťan-šanu. V pohoří bylo v roce 2003 celkem 178 ledovců s celkovou plochou 371,6 km2, většinu zalednění (87 %) tvoří velké údolní ledovce. Ledovce se nacházejí v nadmořských výškách 3600 – 5000 metrů, sněžná čára leží ve výšce 4150 – 4340 metrů. Ledovce v pohoří v současnosti ustupují, zatímco v roce 1943 byla plocha zalednění 424,7 km2, do roku 1977 se snížila o více než 4 % na 406,8 km2 a do roku 2003 o dalších 8,7 %. Mezi roky 1977 a 2003 zde ubývá 1,35 km2 ledovců za rok. Zatímco mezi lety 1943 a 1977 ještě malá část ledovců (7 ze 178) postupovala, po roce 1977 již ustupují všechny ledovce, přičemž 4 malé ledovce zde úplně roztály. Jeden z největších ledovců v pohoří, ledovec Petrova (65,33 km2), ustoupil mezi lety 1869 a 2003 o více než 2,5 km, povrch konce ledovce se mezi lety 1943 a 2003 snížil o více než 100 metrů a celý povrch ledovce se snížil v průměru o 19,3 metru. Mezi lety 2006 a 2009 ustupovalo čelo tohoto ledovce o 11 metrů za rok. Před čelem ledovce se od 30. let vytváří proglaciální jezero Petrova.

### Důl Kumtor

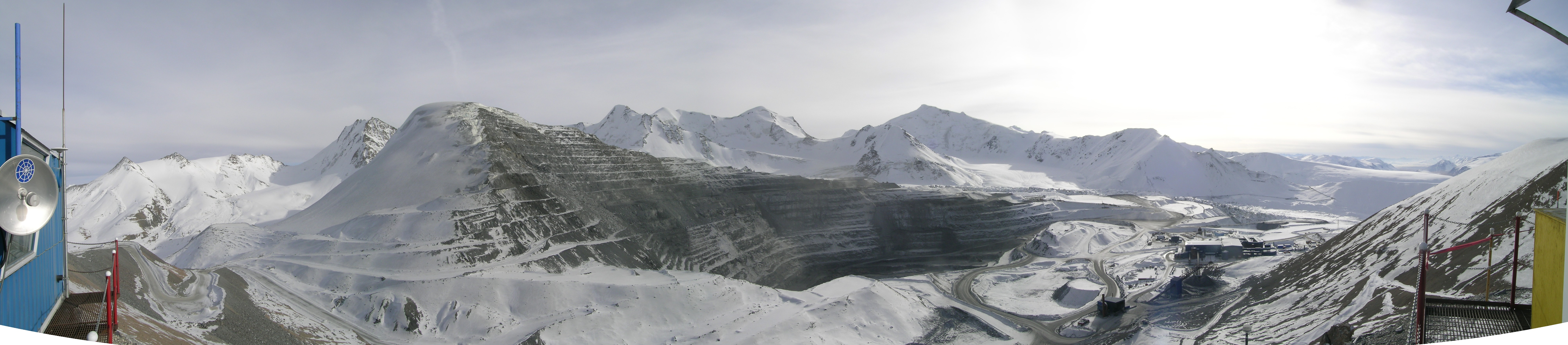
Panorama dolu Kumtor

Na severozápadním okraji masivu, v nadmořské výšce okolo 4000 metrů, funguje velký otevřený důl na zlato Kumtor. Ložisko zlata bylo objeveno v roce 1978, těžba zde začala v roce 1997. Do roku 2015 zde bylo vytěženo 322,7 tun zlata. Podíl zlata v hornině se pohybuje mezi 70 a 85 gramy na tunu. Důl je vlastněný kanadskou společností Centerra Gold prostřednictvím její dceřiné společnosti Kumtor Gold Company. Přibližně třetinový podíl ve společnosti Centerra Gold vlastní prostřednictvím společnosti Kyrgyzaltyn JSC Kyrgyzská republika. Zlato vyprodukované v dolu tvořilo v roce 2014 41 % kyrgyzského exportu. Uzavření povrchového dolu je plánováno na rok 2023 a úplné ukončení těžby na rok 2026. Vzhledem k vysoké nadmořské výšce musí být při rozšiřování povrchového dolu odstraňovány ledovce, kdy jeden ledovec byl kompletně odtěžen a zároveň byla zboku odtěžena část ledovce Davidova.

## Klima
Pohoří má chladné kontinentální velehorské klima. Na severozápadním okraji pohoří ve výšce 3639 metrů se nachází meteorologická stanice Ťan-šan, jediná meteorologická stanice v pohoří s řadou klimatických pozorování již od roku 1930. Na této stanici dosahují dle Atlasu Kyrgyzské republiky průměrné červencové teploty 4,5 °C, průměrné lednové teploty -22 °C. Naměřené absolutní maximum je 23 °C, absolutní minimum -43 °C. Průměrný roční úhrn srážek na této stanici je 371 mm, přičemž naprostá většina srážek připadá na teplou polovinu roku a srážková maxima jsou dosahována v červenci. Období s kladnými průměrnými teplotami trvá od 28. 5. do 13. 9. Stanice má tundrové klima (ET) dle Köppenovy klimatické klasifikace. Novější zdroje uvádí pro tuto stanici průměrné roční úhrny srážek 291 mm za období let 1930 – 1997 a 350 mm za roky 1998 – 2009, průměrné roční teploty -7,6 °C respektive -5,8 °C za stejná období a průměrné teploty teplé sezóny (květen-září) 2 °C respektive 2,8 °C.

## Fauna a flóra
Celé pohoří se nachází ve výškách nad 3000 m n. m., tedy nad hranicí lesa v pásmu vysokohorské vegetace. Východní část pohoří se nachází v přírodní rezervaci Saryčat-Ertaš, vyhlášené k ochraně divokých ovcí Argali (Ovis ammon) a irbisa horského (Panthera uncia). Dalšími velkými savci v této rezervaci jsou kozorožec sibiřský (Capra sibirica), prase divoké (Sus scrofa), rys ostrovid (Lynx lynx), vlk obecný (Canis lupus) a medvěd hnědý (Ursus arctos), z menších savců pak liška obecná (Vulpes vulpes), manul (Otocolobus manul), svišť šedý (Marmota baibacina), kuna skalní (Martes foina), jezevec čínský (Meles leucurus) či zajíc tolai (Lepus tolai).